# Homoneura lombokensis
Homoneura lombokensis är en tvåvingeart som beskrevs av Willi Hennig 1948. Homoneura lombokensis ingår i släktet Homoneura och familjen lövflugor. Inga underarter finns listade i Catalogue of Life.